# Ksani
El Ksani és un riu de Geòrgia que desemboca al Kura o Mtkvari, a l'oest de Tblisi. La vall del Ksani formava un eristhavat governat per un eristhavi. El 1660 va esclatar la rebel·lió general dels georgians contra Pèrsia encapçalada per Bidzina Txolokachvili i l'eristhavi d'Aragvi, Zaal amb el seu fill Zurab; l'eristhavi de Ksani i el d'Elisvar, van ser el primers nobles importants a sumar-s'hi. El 1777 el rei va abolir l'eristhavat de Ksani.